# Kampanja za nuklearno razoružavanje
Kampanja za nuklearno razoružanje (engl.Campaign for Nuclear Disarmament ili skraćeno CND) je organizacija koja se zalaže za unilateralno nuklearno razoružanje u Ujedinjenom Kraljevstvu, međunarodno nuklearno razoružanje i oštrije međunarodne regulacije u pogledu naoružavanja općenito.Protivi se svakoj vojnoj akciji koja rezultira u korištenju nuklearnog, kemijskog i biološkog oružja i izgradnji nuklearne elektrane u Ujedinjenom Kraljevstvu.

CND je formiran 1957. i od tada je kontinuirano na čelu pokreta za mir u Ujedinjenom Kraljevstvu.

## Kampanja
Trenutni strateški ciljevi CND-a su:
- Uklanjanje britanskog nuklearnog oružja i globalno ukidanje nuklearnog oružja. Zalaže se za izlazak Velike Britanije iz Tridentskog nuklearnog programa te se bore protiv postavljanja nuklearnog oružja u Britaniji.
- Uklanjanje oružja za masovno uništenje, posebno kemijskog i biološkog. Uvođenje zabrane za proizvodnju, testiranje i korištenje osiromašenog uranija.
- Manje militarizirana i sigurna Europa, bez nuklearnog oružja. Podupiru Organizaciju za europsku sigurnost i suradnju, a protive se američkim vojnim bazama i nuklearnom oružju u Europi te britanskom članstvu u NATO-u.
- Zatvaranje nuklearne industrije.[1]

U proteklim godinama CND je proširio svoje kampanje uključivši politiku SAD-a i Ujedinjenog Kraljevstva na Bliskom istoku. U suradnji sa Stop the War koalicijom i Muslimanskom zajednicom Britanije, CND organizira antiratne prosvjede pod sloganom "Ne napadajte Irak", uključujući prosvjede 28. rujna 2002. i 15. veljače 2003. Također organizira bdijenje za žrtve Terorističkoga napada u Londonu
CND vodi kampanju protiv Tridentske rakete. U ožujku 2007. organiziraju miting na Trgu parlamenta kako bi se podudarali s raspravom Donjeg doma, o obnovi oružanog sustava. Preko 1,000 ljudi sudjelovalo je u mitingu. U Donjem domu, 161 član parlamenta izglasao je protiv obnove Tridenta i vladin prijedlog bio je podržan jedino od strane Konzervativaca. 

U 2006. CND pokreće kampanju protiv nuklearne moći. Nakon pada u članstvu na 32,000 nakon maksimuma od 110,000 1983., broj članova se utrostručuje nakon što se premijer Tony Blair opredjeljuje za nuklearnu energiju.  

## Struktura
CND ima sjedište u Londonu i nacionalne drupe u Walesu, Irskoj i Škotskoj, te regionalne grupe i lokalna odjeljenja diljem Ujedinjenog Kraljevstva.
Postoji pet "specijalnih odjela": Trade Union CND, Christian CND, Labour CND, Green CND i Ex-Services CND,  koji imaju pravo zastupništva u upravnom vijeću. Postoje također parlamentarne i studentske grupe te grupe za mladež. 